# Leptocereus quadricostatus
Leptocereus quadricostatus ist eine Pflanzenart in der Gattung Leptocereus aus der Familie der Kakteengewächse (Cactaceae). Das Artepitheton quadricostatus leitet sich von den lateinischen Worten quadr- für ‚vier‘ und costatus für ‚gerippt‘ ab und verweist auf die vierrippigen Triebe der Art.

## Beschreibung
Leptocereus quadricostatus wächst strauchig mit einem bis 20 Zentimeter dicken Stamm, erreicht Wuchshöhen von 2 bis 4 Metern und bildet häufig Dickichte. Die zahlreichen, übergebogenen bis aufrechten Triebe sind trüb dunkelgrün. Die obersten Triebsegmente weisen Durchmesser von 3,5 bis 6 Zentimetern auf. Es sind 3 bis 4 niedrige und dünne Rippen vorhanden. Die nadeligen Dornen sind bis 4 Zentimeter lang.
Die röhrenförmigen, gelblich bis grünlich weißen Blüten erscheinen an endständigen cephaliumähnlichen Bildungen. Sie sind bis 4 Zentimeter lang und weisen Durchmesser von 2 Zentimeter auf. Ihr Perikarpell und die Blütenröhre sind mit kurzen Dornen besetzt. Die kugel- bis eiförmigen Früchte werden bei Reife rot und sind 3 bis 5 Zentimeter lang.

## Systematik, Verbreitung und Gefährdung
Leptocereus quadricostatus ist im Südwesten von Puerto Rico verbreitet.
Die Erstbeschreibung als Cereus quadricostatus wurde 1881 von Domingo Bello y Espinosa veröffentlicht. Nathaniel Lord Britton und Joseph Nelson Rose stellten sie 1913 in die Gattung Leptocereus. Ein weiteres nomenklatorisches Synonym ist Neoabbottia quadricostata (Bello) Guiggi (2020).
Leptocereus quadricostatus wurde in der Roten Liste gefährdeter Arten der IUCN von 1997 als „Endangered (EN)“, d. h. als stark gefährdet geführt. Bei der Neubearbeitung der Liste 2003 wurde die Art als „Critically Endangered“, d. h. vom Aussterben bedroht, eingestuft. Nach einer weiteren Überarbeitung der Liste 2013 wird die Art jetzt wieder als „Endangered (EN)“, d. h. als stark gefährdet geführt.

## Nachweise